# Nyctotheridae
Nyctotherus macropharyyigeus

Famille
Les Nyctotheridae sont une famille de Ciliés de l’ordre des Heterotrichida (classe des Heterotrichea).

## Étymologie
Le nom de la famille vient du genre type Nyctotherus, dérivé du grec ancien νυξ / nyx, « nuit », et ther, « chasser », littéralement « chasseur nocturne », sans doute en référence à sa présence en parasite dans les intestins animaux.

## Description
Le genre type Nyctotherus est un organisme nageant librement, ovale ou en forme de haricot, plus ou moins comprimé, le bord étant dorsal convexe, et le ventral généralement courbé vers l'intérieur. L'excavation du champ de péristome, commençant un peu en arrière de l'extrémité apicale, se poursuit en forme de fente sur la face ventrale jusqu'au centre du corps, et s'y développe en arrière et en dedans pour rencontrer le pharynx cilié bien développé. Le bord gauche du péristome ne porte que les cils adoraux (c'est-à-dire situés près de l'appareil buccal). L’ouverture anale est visible en permanence sous la forme d'une fissure en forme de fente, et continue avec un court passage rectal tubulaire. La vésicule contractile est généralement unique et en position subterminale. L’endoplaste plus ou moins ovale, est situé mésialement (sur la partie médiane) en avant de la fente pharyngée.

## Biologie
Les espèces du genre Nyctotherus sont des parasites des cavités intestinales des amphibiens et des invertébrés.

## Liste des genres
Selon GBIF (30 janvier 2023) :
- Aduncuperistomatus Amaro & Sena, 1968
- Cameronyctus Jankowski 1986 synonyme Paranyctotherus Ngasssam, 1983
- Cichlidotherus Affa'a, 1989
- Cryptonyctus Yankovski, 1978
- Dizonyctus Ngasssam, 1983
- Gasconyctus
- Metanyctotherus Albaret, 1970
- Nyctositum Affa'a, 1979
- Nyctotheroides Grassé, 1928
- Nyctotherus Leidy, 1849 [3] genre type
  - Espèce type : Nyctotherus ovalis Leidy, 1850
- Nytotherus idem. Nyctotherus
- Opalina
- Paracichlidotherus Grim, 1992
- Pilonyctus
- Pronyctotherus Albaret & Njine, 1976
- Pygmotheroides Affa'a, 1980
- Teronyctus
- Vestibulongum Gim, 1988

## Systématique
Le nom valide de ce taxon est Nyctotheridae Amaro (d), 1972.